# Iancenkî, Bilopillea
Iancenkî (în ucraineană Янченки) este un sat în comuna Voronivka din raionul Bilopillea, regiunea Sumî, Ucraina.

## Demografie
Componența lingvistică a localității Iancenkî
     Ucraineană (95,19%)
     Rusă (4,33%)
     Alte limbi (0,48%)
Conform recensământului din 2001, majoritatea populației localității Iancenkî era vorbitoare de ucraineană (95,19%), existând în minoritate și vorbitori de rusă (4,33%).